# Norman Read
Norman Richard Read (Portsmouth, 13 augustus 1931 – Pirongia, 22 mei 1994) was een Nieuw-Zeelands atleet, die zich had toegelegd op het snelwandelen. Hij werd olympisch kampioen in deze discipline. Read werd geboren in de Verenigd Koninkrijk en emigreerde in 1953 naar Nieuw-Zeeland.

## Loopbaan
Read nam deel aan vier Olympische Spelen en won op de 50km snelwandelen in 1956 olympisch goud in een olympisch record.

## Titels
- Olympisch kampioen 50 km snelwandelen - 1956

## Palmares

### 20 km snelwandelen
- 1956: 5e OS - 1:36.59

### 50 km snelwandelen
- 1956:  OS - 4:30.42
- 1960: uitgevallen

1932: Thomas Green ·
1936: Harold Whitlock ·
1948: John Ljunggren ·
1952: Pino Dordoni ·
1956: Norman Read ·
1960: Don Thompson ·
1964: Abdon Pamich ·
1968: Christoph Höhne ·
1972: Bernd Kannenberg ·
1980: Hartwig Gauder ·
1984: Raúl González ·
1988: Vjatsjeslav Ivanenko ·
1992: Andrej Perlov ·
1996: Robert Korzeniowski ·
2000: Robert Korzeniowski ·
2004: Robert Korzeniowski ·
2008: Alex Schwazer ·
2012: Jared Tallent ·
2016: Matej Tóth ·
2020: Dawid Tomala
- Museum of New Zealand Te Papa Tongarewa: 64034